# جوسيب ستانيشيتش
جوسيب ستانشيتش، هو لاعب كرة قدم ألماني ذو أصول كرواتية ولد في عام 2000، ويلعب في مركز المدافع مع نادي بايرن ميونيخ ومع منتخب كرواتيا لكرة القدم.

## وصلات خارجية
جوسيب ستانيشيتش على موقع الاتحاد الأوربي (الإنجليزية)
- جوسيب ستانيشيتش على موقع اتحاد كرواتيا (الكرواتية)
- جوسيب ستانيشيتش على موقع إي إس بي إن إف سي (الإنجليزية)
- جوسيب ستانيشيتش على موقع قاعدة بيانات كرة القدم.إي يو (الإنجليزية)
- جوسيب ستانيشيتش على موقع ليكيب (الفرنسية)
- جوسيب ستانيشيتش على موقع ناشيونال فوتبول تيمز (الإنجليزية)
- جوسيب ستانيشيتش على موقع Soccerbase.com (لاعب) (الإنجليزية)
- جوسيب ستانيشيتش على موقع Soccerway.com (الإنجليزية)
- جوسيب ستانيشيتش على موقع عالم كرة القدم.نت (الإنجليزية)
- جوسيب ستانيشيتش على موقع AS.com (الإسبانية)